# Раманна Никая
Раманна Никая (произносится Раманнья на пали, также известна как Раманья Никая или синг. රාමඤ්ඤ නිකාය, от rāmañña - Мьянма) — один из трёх крупнейших буддийских орденов на Шри-Ланке.
Он был основан в 1864 году, когда Амбагахаватте Сарананкара вернулся на Шри-Ланку после ординации Нейядхаммой Муниварой Сангхараджа из монастыря Ратхапунна Вихара в Бирме. Это один из трёх шри-ланкийских основных буддийских орденов, наряду с Сиам Никая и Амарапура Никая.
Наиболее известным монахом является Гирамбе Ананда Тера, Анунаньяке этой Никайи, который умер 20 февраля 2018 года, в возрасте 80 лет.

## Аскетизм
В начале, большинство монастырей Раманны Никая были лесными монастырями. Хоть в наши дни и появляется множество новых монастырей, лесная традиция продолжает оставаться наиболее строгой лесной традицией на Шри-Ланке. Хотя было тяжело полностью сопротивляться модернизации, многие древние традиции до сих пор сохранились в Раманне Никая. Монахов Никая можно отличить по таким признакам, как использование зонтов с пальмовыми листьями и мисок «Альмс», также монахи покрывают оба плеча во время путешествия.